# Тухтаев, Абдукаххар Хасанович
Абдукахха́р Хаса́нович Тухта́ев (узб. Abdukahhar Hasanovich Tuxtaev; род. в 1956 году, Ташкент, Узбекская ССР, СССР) — узбекский государственный деятель. В 2005 работал заместителем премьер-министра, с 2005 по 2011 был занимал должность хокима Ташкента, c 2016 по 2017 работал хокимом города Джизак, министр строительства Узбекистана (2018—2019).

## Биография
Окончил Ташкентский политехнический институт, по специальности педагог-инженер, а также строитель-организатор. До того, как в 1996 году его назначили главой администрации Шайхантахурского района города Ташкент, Тухтаев работал на различных должностях в строительных управлениях столицы.
В 1999 году занял должность заместителя хокима Ташкента по строительству, а в 2001 стал первым заместителем хокима. В 2004 году стал первым заместителем хокима города Ташкент по капитальному строительству, коммуникациям, коммунальному хозяйству и благоустройству.
В 2005 году назначен заместителем премьер-министра Узбекистана. 22 апреля 2005 года назначен хокимом города Ташкент и занимал эту должность до 18 февраля 2011 года.
В 2013—2016 годах — заместитель главы компании «УзЛИТИнефтгаз». С сентября 2016 года до апреля 2017 года был хокимом города Джизак, затем назначен хокимом Алмазарского района Ташкента.
4 апреля 2018 года назначен на должность министра строительства Узбекистана.
11 мая 2019 года Абдукаххар Хасанович стал хокимом Шайхантахурского района в городе Ташкент.

## Награды
- 2007 — медаль Исламской Организации по образованию, науке и культуре (ИСЕСКО).